# كلاوديو رينا
كلاوديو رينا (بالإنجليزية: Claudio Reyna)‏ مواليد 20 يوليو 1973 في ليفينغستون، نيو جيرسي، الولايات المتحدة، هو لاعب كرة قدم أمريكي سابق كان يلعب كلاعب وسط. سبق له أن لعب في كأس العالم لكرة القدم مع منتخب بلاده. لعب خلال مسيرته 282 مباراة سجل خلالها 23 هدفاً.

## المسيرة الاحترافية

### أندية لعب لها
- باير 04 ليفركوزن
- نادي رينجرز
- نادي سندرلاند
- مانشستر سيتي
- نيويورك ريد بولز

## روابط خارجية
- كلاوديو رينا على موقع الاتحاد الدولي (مؤرشف)  (الإنجليزية)
- كلاوديو رينا على موقع الدوري الأمريكي (الإنجليزية)
- كلاوديو رينا على موقع قاعدة بيانات كرة القدم.إي يو (الإنجليزية)
- كلاوديو رينا على موقع ليكيب (الفرنسية)
- كلاوديو رينا على موقع ناشيونال فوتبول تيمز (الإنجليزية)
- كلاوديو رينا على موقع Soccerbase.com (لاعب) (الإنجليزية)
- كلاوديو رينا على موقع Soccerway.com (الإنجليزية)
- كلاوديو رينا على موقع عالم كرة القدم.نت (الإنجليزية)
- كلاوديو رينا على موقع أوليمبيديا (الإنجليزية)
- كلاوديو رينا على موقع قاعة فرجينيا للمشاهير الرياضية (الإنجليزية)